# Love the Beast
Love the Beast è un documentario del 2009, esordio alla regia dell'attore australiano Eric Bana.
Il documentario ripercorre i 25 anni della "storia d'amore" tra Bana e la sua prima macchina, una XB Falcon Coupé del 1974, acquistata dall'attore all'età di 15 anni per 1100 dollari australiani.
Attraverso testimonianze e ricordi, Bana ripercorre il profondo legame con l'auto, soprannominata appunto "La Bestia", fino al tragico 21 aprile 2007 quando l'auto andò distrutta in un incidente durante la Targa Tasmania, uno dei più noti e pericolosi rally d'Australia.
Nella parte di se stessi appaiono personalità come Jeremy Clarkson e Jay Leno.